# Petre Got
Petre Got (n. 20 septembrie 1937, Desești Județul Maramureș; d. 25 iulie 2017, București) a fost un poet și jurnalist român. Numele său este uneori scris sub forma Petre Gott.

## Copilăria. Studii
Părinții săi se numeau Gheorghe Got și Ioana (n. Sacalâș) și erau amândoi țărani. Gheorghe Got și Ioan Pop (văr primar dinspre mamă) au fost deținuți politici în perioada 1959–1962, respectiv 1958–1964, fapt care l-a adus pe tânărul Got la un pas de a fi exmatriculat din facultate.
În 1962, Petre Got a absolvit studiile de licență ale Facultății de Filologie din cadrul Universității din Cluj.

## Activitate
Debutează cu poeme în revista Familia (1966). A făcut debutul editorial cu volumul de poezii Cer înfrunzit (1969). Urmează colaborări la reviste literare precum: Familia, Tribuna, Luceafărul”, Steaua, România literară, Viața Românească, Ramuri, Convorbii literare etc.
Poezia „Muntele” beneficiază de adaptarea muzicală în manieră hard rock a lui Dan Aldea, pentru grupul Sfinx. Piesa a fost lansată în 1975, pe discul Lume albă.
Între anii 1974–2008 a fost redactor principal la revista „Viața Românească”. Pentru activitatea de aici, a fost suspectat de către Ileana Mălăncioiu de colaborare cu Securitatea.
Din toamna lui 2007 a fost redactor-șef al revistei lunare de literatură și artă „Acolada”. Revista apare sub egida Uniunii Scriitorilor din România.

## Distincții
- 1999 – Premiul Scriitorilor din Moldova
- 2007 – este numit cetățean de onoare al orașului Baia Mare
- 2008 – Premiul Asociației Scriitorilor din București pentru anul 2007, secțiunea Poezie

## Volume de versuri
- Cer înfrunzit (1969)
- Glas de ceară (1972)
- Masa de mire (1975)
- Ochii florilor (1976)
- Dimineața cuvântului (1980)
- Paranteza lunii (1985)
- Stelele strigă (1988)
- Timp răstignit (1991)
- Inima lui septembrie (1996)
- Poeme (1997)
- Plâns de heruvim (1999)
- Vocale celeste (2001)
- Clipa dintre hotare (2001)
- Autoportret târziu (2004)
- Vocale celeste/Celestial Vowels (2006)
- Protocolul norilor (2007), Editura Paralela 45

Este prezent în:
- Streiflicht – Eine Auswahl zeitgenössischer rumänischer Lyrik (81 rumänische Autoren), - "Lumina piezișă", antologie bilingvă cuprinzând 81 de autori români în traducerea lui Christian W. Schenk, Dionysos Verlag 1994, ISBN 3980387119